# Tetrachloorauraat(III)zuur
Tetrachloorauraat(III)zuur verwijst naar de anorganische verbinding met de formule {\displaystyle {\ce {HAuCl4.{\mathit {x}}H2O}}}. Zowel het tri- als het tetrahydraat zijn bekende stoffen. Beide zijn oranje-geel en bevatten het {\displaystyle {\ce {AuCl4^{-}}}}-anion. Tetrachloorauraat(III)zuur wordt vaak als oplossing gehanteerd. Deze oplossing is dan verkregen door het oplossen van goud in koningswater. De oplossingen kunnen vervolgens omgezet worden in andere auraten (complexen van goud) of gereduceerd worden tot metallisch goud of immunogoud (= gouddeeltjes met een diameter in de grootteorde van nanometers).

## Eigenschappen

### Structuur
Het tetrahydraat kristaliseert als {\displaystyle {\ce {[H5O2]^{+}.[AuCl4]^{-}.2H2O}}}. Het {\displaystyle {\ce {AuCl4^{-}}}}-ion heeft een vierkante, vlakke structuur. De Au-Cl afstanden zijn 228 pm. Van andere complexe ionen met een d8-elektronenstructuur, zoals in kaliumtetrachloroplatinaat, {\displaystyle {\ce {K2[PtCl4]}}}, is een vergelijkkbare structuur bekend.

### Oplosbaarheid
Vast tetrachloorgoud(III)zuur is een stof die makkelijk oplost in water en andere zuurstof bevattende oplosmiddelen: alcoholen, esters, ethers en ketonen, zoals droge (watervrije) dibutylether of diethyleenglycol. De oplosbaarheid is vaak groter dan 1 mol/L. Verzadigde oplossingen met organische oplosmiddelen hebben vaak een specifieke stoichiometrie.

### Chemische reacties
Chlooroauraatzuur is een sterk monoprotisch zuur.
Als de hydraten aan de lucht worden verwarmd lossen ze op in hun eigen kristalwater, en verkleuren dan snel naar donker bruin.
Omdat {\displaystyle {\ce {[AuCl4]^{-}}}} gevoelig is voor hydrolyse wordt het bij contact met de hydroxides van de alkalimetalen omgezet in goud(III)hydroxide.
Van {\displaystyle {\ce {HAuCl4}}} zijn quaternaire ammoniumzouten bekend,
 evenals een aantal complexen: [Au(bipy)Cl2][AuCl4] en [Co(NH3)6][AuCl4]Cl2.
Gedeeltelijke reductie van het tetrachloorauraat-ion leidt tot {\displaystyle {\ce {[OR3]^{+}[AuCl2]^{-}}}}. Reductie levert ook andere goud(I)-complexen op, vooral met organische liganden. Vaak is de ligand ook meteen het reducerende reagens, zoals bijvoorbeeld in de reactie met thioureum, {\displaystyle {\ce {(H2N)2CS}}}:
{\displaystyle {\ce {AuCl4^{-}\ +\ 3(H2N)2CS\ +\ 2H2O\ ->\ Au[(H2N)2CS]2^{+}\ +\ 2(H2N)2CO\ +\ S\ +\ 2Cl^{-}\ +\ 2HCl}}}
{\displaystyle {\ce {HAuCl4}}} is de uitgangsstof voor goud nanodeeltjes.
Verwarmen van de stof in een stroom chloorgas geeft het dimeer van goud(III)chloride, {\displaystyle {\ce {Au2Cl6}}}.

## Productie
{\displaystyle {\ce {HAuCl4}}} wordt gemaakt door goud op te lossen in koningswater, een mengsel van zowel geconcentreerd salpeterzuur als zoutzuur, gevolgd door het voorzichtig indampen van de vloeistof.:
{\displaystyle {\ce {Au\ +\ HNO3\ +\ 4HCl->\ HAuCl4\ +\ NO\ +\ 2H2O}}}
Onder speciale omstandigheden kan ook zuurstof als oxidator gebruikt worden. Het proces wordt efficiënter als het wordt uitgevoerd in een autoclaaf, hierin zijn druk en temperatuur beter te beheersen. Een derde methode maakt gebruik van elektrolyse aan een goud-anode in zoutzuur:
{\displaystyle {\ce {2 Au \ + \ 8 HCl \ -> \ 2 HAuCl4 \ + \ 3 H2}}}
Om te voorkomen dat het goud weer neerslaat op de kathode is de elektrolysecel voorzien van een membraan dat ondoordringbaar is voor de {\displaystyle {\ce {AuCl4^{-}}}}-ionen. Deze methode wordt ook gebruikt om goud te zuiveren. Hierbij blijft een klein deel van het goud in oplossing als {\displaystyle {\ce {AuCl2^{-}}}}.
Een oplossing van {\displaystyle {\ce {HAuCl4}}} ontstaat ook als metallisch goud behandeld wordt met chloor in zoutzuur:
{\displaystyle {\ce {2Au\ +\ 3Cl2\ +\ 2HCl\ ->\ HAuCl4}}}
Deze reactie wordt wereldwijd toegepast om goud te extraheren uit printplaten en andere "rijke" materialen.
Naast de hierboven genoemde methode om {\displaystyle {\ce {HAuCl4}}} te verkrijgen bestaat nog een hele serie andere, verschillend in de gebruikte oxidator (waterstofperoxide, hypochloriet) of reactieomstandigheden. Ook het trichloride en (gehydrateerd) goud(III)oxide kunnen in plaats van goud als uitgangsstof gebruikt worden.

## Toepassingen
Tetrachloorauraat(III)zuur wordt gebruikt in de al eerder genoemde zuivering van goud door middel van elektrolyse.
Vloeistof-vloeistofextractie van het zuur wordt toegepast in het terugwinnen van goud (zie: Trivia), concentreren, zuiveren en de analytische bepaling van goud. Van praktisch belang is de extractie van {\displaystyle {\ce {HAuCl4}}} uit een oplossing van zoutzuur. door zuurstof bevattende extractiemiddelen, zoals alcoholen, ketonen, ethers en esters. De concentratie aan goud(III) in het extractiemiddel kan zelfs boven de 1 mol/L uitkomen. Vaak gebruikte extractiemiddelen zijn: dibutylglycol, methylisobutylketon, tributylfosfaat, 2,2'-dichloorethylether.
In de histologie is {\displaystyle {\ce {HAuCl4}}} bekend onder de naam "bruin goudchloride", het natriumzout {\displaystyle {\ce {NaAuCl4}}}, als "goudchloride", "natriumgoudchloride" of "geel goudchloride". Het natriumzout wordt gebruikt om een betere optische herkenning te verkrijgen bij zilverkleuring.

## Gezondheid en veiligheid
Tetrachloorauraat(III)zuur werkt sterk irriterend op de ogen, huid en slijmvliezen. Huidcontact dat langere tijd duurt kan tot weefselvernietiging leiden. In geconcentreerde vorm is het zuur corrosief voor de huid, en dient het met de geëigende voorzorgsmaatregelen behandeld te worden: het veroorzaakt brandwonden op de huid, permanente beschadiging van de ogen en slijmvliezen.

## Trivia
De hieronder beschreven gebeurtenissen vinden in Nederland een parallel in het verbergen van De Nachtwacht tijdens de Duitse bezetting.
De Nobelprijzen werden (en worden) uitgereikt door Zweedse en Noorse comités die kritisch stonden tegenover nazi-Duitsland. Het bezit van de gouden medailles die bij de prijs hoorden was voor de Nazi's reden voor arrestatie. Tijdens de Duitse inval in Denemarken had Niels Bohr de medailles van Max von Laue en James Franck, twee Duitse Nobelprijswinnaars, in bewaring. Om confiscatie van de medailles en maatregelen tegen hemzelf te voorkomen werden de medailles in overleg met George de Hevesy opgelost in koningswater. Na enkele uren waren de medailles opgelost en bevatte de stoppererlenmyer een oranje oplossing van tetrachloorauraat(III)zuur.
{\displaystyle {\ce {Au\ +\ HNO3\ +4HCl\ ->HAuCl4\ +\ NO\ +\ 2H2O}}}
Soldaten die het laboratorium vervolgens kwamen controleren op Duitse vluchtelingen of waardevolle zaken besteedden geen aandacht aan de in het volle zicht staande stoppererlenmyer met een oranje oplossing. Hoewel zowel Bohr als De Hevesy, beiden vanwege hun Joodse afkomst, tijdens de oorlog moesten vluchten, vonden ze na de oorlog de erlenmyer met oranje vloeistof nog netjes op de plank in het laboratorium. Door toevoegen van natriumwaterstofsulfiet kon De Hevesy het opgeloste goud weer omzetten in metallisch goud.
{\displaystyle {\ce {2 HAuCl4 \ + \ 3 NaHSO3 \ + \ 3 H2O \ -> \ 2 Au \ + 8 HCl \ + \ 3 NaHSO4}}}
In 1950 stuurde De Hevesy het op deze manier teruggewonnen goud naar het Zweedse Nobelprijscomité samen met een brief van hem en Bohr waarin ze de herkomst van het goud beschreven. In 1952 ontvingen Von Laue en Franck nieuwe medailles, gemaakt van hetzelfde goud als de originelen.